# Nasty (groupe)
Pour les articles homonymes, voir Nasty.
Nasty est un groupe belge de metalcore, originaire de La Calamine, en Région wallonne.

## Histoire
Le groupe est formé en 2004 à La Calamine, en Région wallonne, Belgique, et se compose des musiciens Matthias (chant), Paddy (guitare électrique), Nash (batterie) et Berry (basse). Au cours de leurs deux premières années d'existence, ils enregistrent deux CD de démos, Van Damme (2004), qui sort encore sous l'ancien nom du groupe Van Damme, et The Beginning (2005).
En 2006, le premier album Declaring War sort sur Fuck This Recordings. Le groupe change de label et a sorti son deuxième album le 16 février 2008. Celui-ci s'intitule Aggression et est financé par Goodlife Recordings. Give a Shit, qui sort le 10 juillet 2010, est également financé et publié par Goodlife Recordings. Le quatrième album studio, intitulé Love, sort le 28 février 2013, cette fois-ci chez Beatdown Hardwear.
Ce deuxième changement intervient entre autres parce que les musiciens n'étaient pas satisfaits des activités promotionnelles du label. Le 29 juin 2012, le groupe joue sur la Tentstage du With Full Force avec Eyes Set to Kill, Do or Die, Defeater, Poison Idea, We Butter the Bread with Butter et Emmure. En avril 2012, le groupe avait déjà joué à l'Impericon Festival à Leipzig avec entre autres Parkway Drive, The Ghost Inside, Born from Pain, Set Your Goals, While She Sleeps et Caliban.
En mars et avril 2013, le groupe fait une tournée en Allemagne, en Belgique et aux Pays-Bas avec A Traitor Like Judas, CDC, Warhound et The Green River Burial dans le cadre du Taste of Anarchy Tour, suivie en juin 2013 d'un concert au Summerblast Festival à Trèves. En décembre 2013, Nasty effectue une tournée européenne avec Your Demise et Madball en première partie de Deez Nuts : les concerts ont lieu en Pologne, en République tchèque, en Slovaquie, en Pologne, en Slovénie, en Hongrie, en Serbie, en Roumanie, en Bulgarie, en Bosnie et en Autriche. Le 26 décembre 2013, Nasty joue au Underground à Cologne avec Science of Sleep, Coldburn et Desolated en première partie de War from a Harlots Mouth lors de leur tournée d'adieu.
En janvier 2014, le groupe effectue une tournée européenne avec Suicidal Tendencies, Terror, Strife, Evergreen Terrace, Ramallah et The ARRS dans le cadre de l'EMP Persistance Tour. Ils se produisent également à Leipzig et Cologne lors des Impericon Festivals. Plus tard, ils effectuent une tournée en Asie et en Amérique du Sud. En 2015, à l'occasion de la sortie de leur nouvel album Shokka, le groupe part en tournée en Europe avec Lionheart, Desolated, Coldburn et Havenside sous le nom de Taste of Anarchy Tour 2015. Ils se produisent également au Beatdown Hardwear Fest et au With Full Force.
En 2023, ils sortent leur nouvel album, Heartbreak Criminals, qui « montre un grand sens de la diversité, de l'éclectisme et du lyricisme qu'il s'est construit ». L'album atteint la 73e place des charts allemands après sa sortie.

## Discographie

### Albums studio
- 2006 : Declaring War (Fuck This Recordings)
- 2007 : Declaring War Redux (Fuck This Recordings, réédité chez Goodlife Recordings)
- 2008 : Aggression (Goodlife Recordings)
- 2010 : Give a Shit (Goodlife Recordings)
- 2013 : Love (Beatdown Hardwear)
- 2015 : Shokka (Beatdown Hardwear)
- 2017 : Realigion (Beatdown Hardwear)
- 2020 : Menace (Century Media Records ; 36e place des charts allemands[10])
- 2023 : Heartbreak Criminals, 73e place des charts allemands[10])

### Démos
- 2004 : Van Damme (auto-publié)
- 2005 : The Beginning (auto-publié)